# ليو بيرانك
ليو بيرانك (بالإنجليزية: Leo Beranek)‏ (15 سبتمبر 1914 - 11 أكتوبر 2016) هو عالم في مجال هندسة كهربائية، وعلم الصوت، حائز على جائزة قلادة العلوم الوطنية الأمريكية. وأحد مؤسسي شركة بي بي إن للتكتولوجيا.

## وصلات خارجية
- الموقع الرسمي لجائزة قلادة العلوم الوطنية الأمريكية